# Miravete de la Sierra
Miravete de la Sierra ist eine kleine Gemeinde in der aragonesischen Provinz Teruel in Spanien. 2024 hatte die Gemeinde 32 Einwohner. Der Altersdurchschnitt liegt deutlich oberhalb der Rentengrenze. Aber immerhin durch einen neuen Pächter der Bar am Ort gibt es auch zwei Kinder im Dorf. Zweimal wöchentlich kommt ein Brotwagen. Damit wäre das Wirtschaftsleben des Ortes umfassend dargestellt. Der Bürgermeister arbeitet tagsüber als Arzt in Saragossa. Allerdings steigt die Zahl der Einwohner in den Sommermonaten, den Ferien und den Wochenenden durch Familienbesuche deutlich an (um die 50 Menschen).

## Geschichte
Auf dem Hügel über dem Dorf stand eine maurische Burg, die zwischenzeitlich vor der Schleifung von christlichen Ordensbrüdern genutzt wurde. Überreste finden sich in den verschiedensten Häusern der Gemeinde. Unter König Alfonso II. wurde die Gegend christianisiert.

## Besonderheit
Ein Pay-TV-Sender versucht 2008 den Ort in der am wenigsten besiedelten Region Spaniens durch eine Werbekampagne landesweit als Zielort für Tourismus bekannt zu machen. Daher auch eine Homepage auf den Namen: der Ort, in dem nie etwas passiert. Er will damit u. a. den Beweis seiner Streuweite erbringen.

## Einzelnachweise

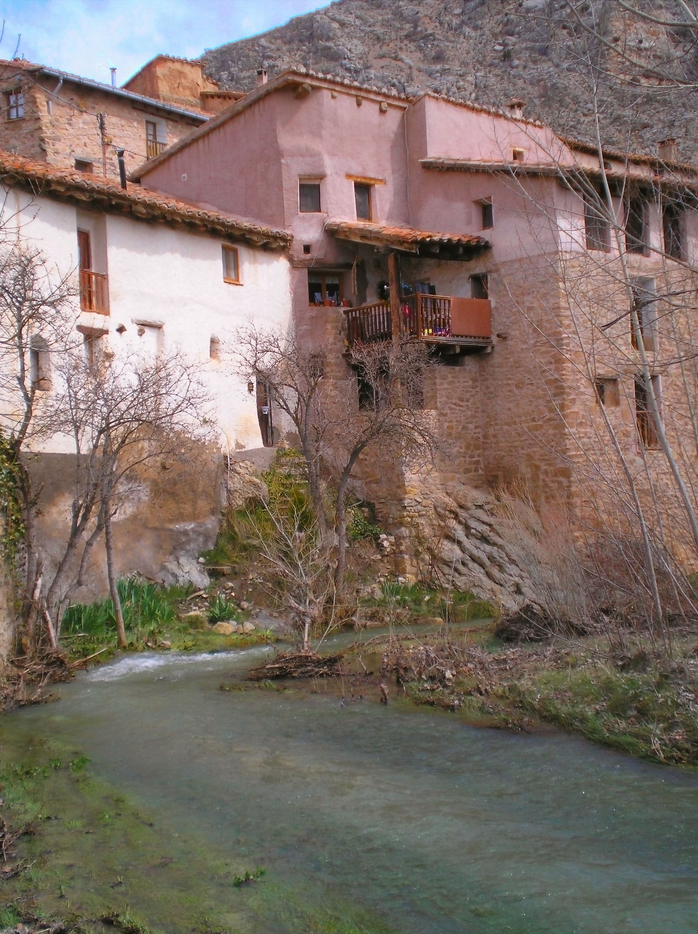
Ort am Guadalope, Nebenfluss des Ebro